# 横扇街道
横扇街道，是中华人民共和国江苏省苏州市吴江区下辖的一个乡镇级行政单位，2018年10月成立。横扇街道面积123.62平方公里，人口约9.38万人。
横扇街道行政区域大部原为横扇镇，2012年撤销后并入原松陵镇，至2018年10月松陵镇撤销后再次拆分。

## 行政区划
横扇街道共设八坼、菀坪、横扇、沧浦、渔业5个居委会和直港、石铁、联民、汤华、友谊、友联、新营、黑龙、练聚、农创、星字湾、四都、北横、叶家港、沧洲、姚家港、圣牛、双湾、大家港、厍港、诚心、安湖、同芯、王焰、新湖、菀南26个村委会。